# Świnicka Przełęcz
Świnicka Przełęcz (słow. Svinicové sedlo, niem. Swinicajoch, węg. Świnica-hágó, Świnica-hágó) – położona na wysokości 2051 m przełęcz między Pośrednią Turnią a Świnicą w Tatrach Wysokich. Nazwa pochodzi od Świnicy (2301 m). Szczyty te i Świnicka Przełęcz leżą w grani głównej Tatr, którą biegnie granica polsko-słowacka. Po słowackiej stronie stoki opadają do Doliny Walentkowej. Po polskiej, północnej stronie pod Świnicką Przełęczą znajduje się Świnicka Kotlinka – górna część Doliny Gąsienicowej. W żlebie znajdującym się na dnie tej kotliny bardzo długo zalega śnieg, w niektórych latach nawet do połowy sierpnia. W małym żlebku poniżej przełęczy znajduje się niewielkie źródełko.
Świnicka Przełęcz stanowi ważny dostęp do Świnicy. Jest węzłem szlaków łączących Świnicę z Kasprowym Wierchem oraz z Zielonym Stawem Gąsienicowym. W latach 1890–1924 istniał tutaj przytulony do skał niewielki schron dla turystów (4 × 3 m). Biwakowali tutaj turyści wspinający się na Świnicę, na przełęczy pozostawiali swoje rzeczy i jedli obiad przy ognisku (gałęzie kosodrzewiny na ognisko wynosili przewodnicy). W 1902 opracowano projekt kolei zębnicowej na Liliowe i Świnicką Przełęcz. Budził on wielkie protesty obrońców przyrody i z korzyścią dla przyrody Tatr nie doszło do jego realizacji.

## Szlaki turystyczne
– czerwony szlak turystyczny z Doliny Kościeliskiej przez Czerwone Wierchy i dalej główną granią Tatr przez Kasprowy Wierch, Liliowe i Świnicką Przełęcz na szczyt Świnicy i dalej w kierunku Orlej Perci.
- Czas przejścia z Kasprowego Wierchu na Świnicką Przełęcz: 50 min, ↓ 45 min
- Czas przejścia z przełęczy na Świnicę: 50 min, ↑ 35 min

 – czarny do Roztoki Stawiańskiej w Dolinie Gąsienicowej. Czas przejścia do szlaku żółtego Kasprowy Wierch – schroniska „Murowaniec”: 1:05 h, ↑ 1:25 h.

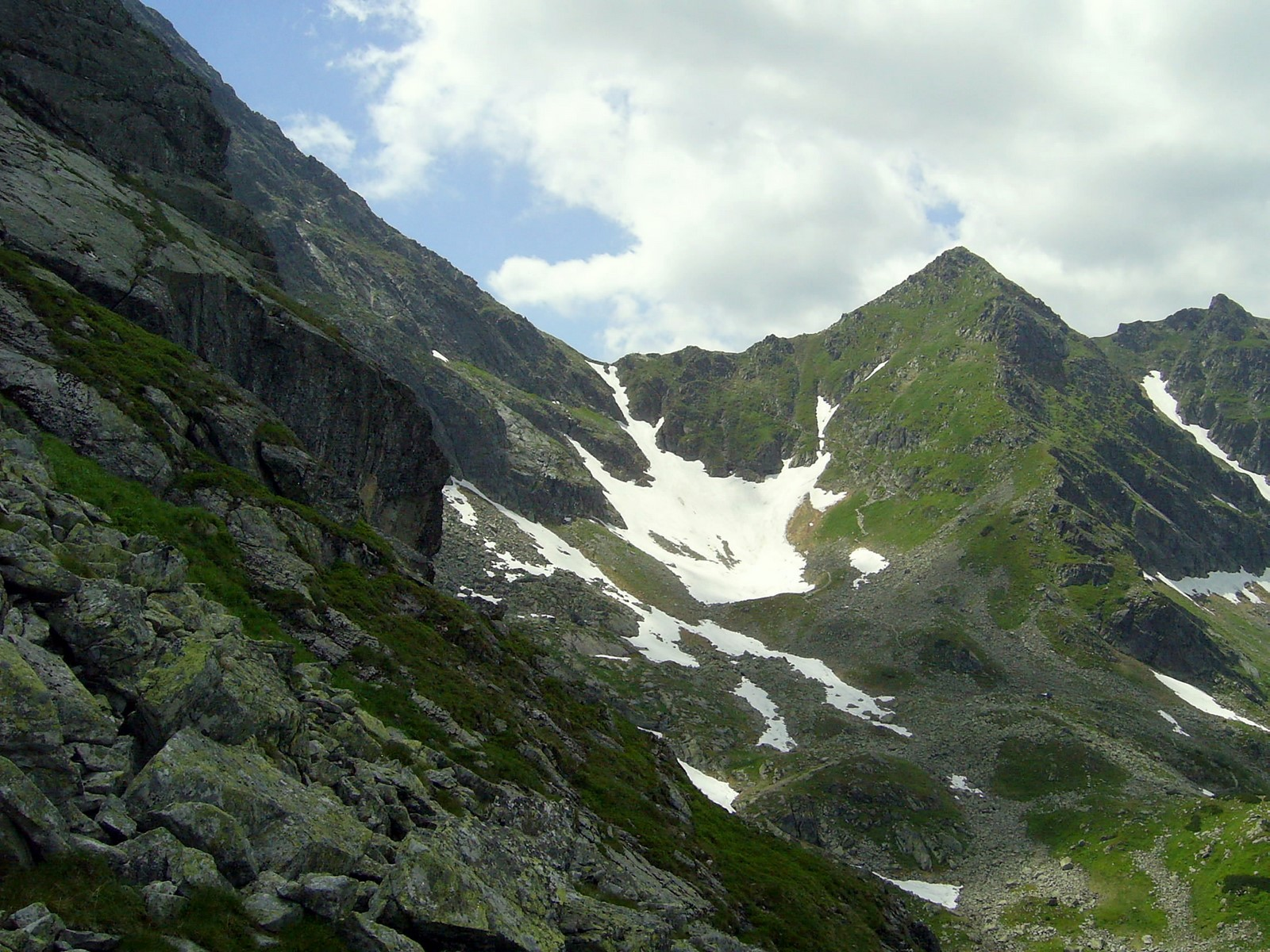
Świnicka Przełęcz ze szlaku na Kościelec, na prawo od niej Pośrednia Turnia
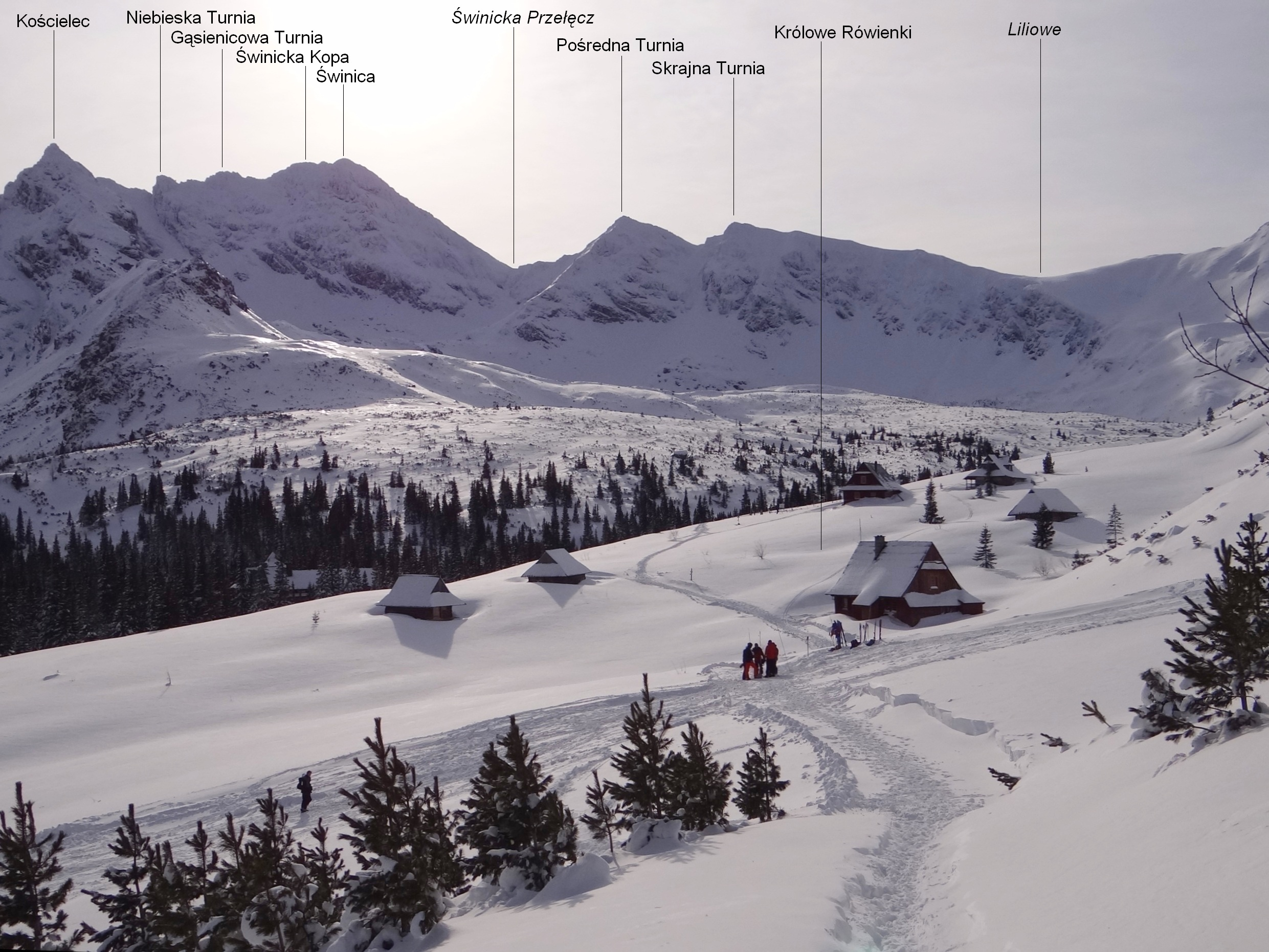
Widok z Królowej Równi
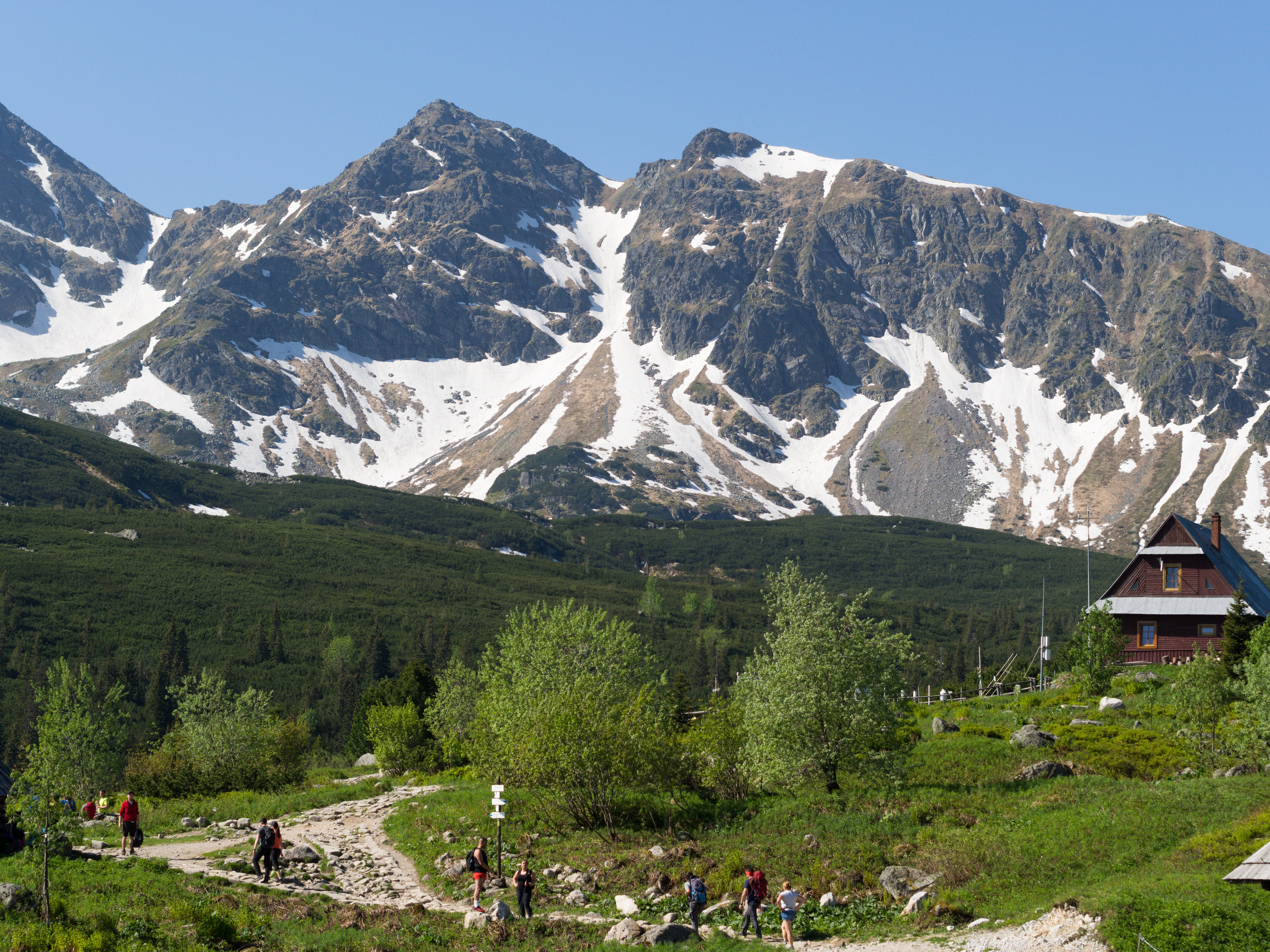
Widok z Hali Gąsienicowej